# Aristotelis Thanos
Aristotelis Thanos (griechisch Αριστοτέλης Θάνος, * 7. April 2001 in Athen) ist ein griechischer Tennisspieler.

## Karriere
Thanos spielte wenige Matches auf der ITF Junior Tour und erreichte Platz 564 in der Junior-Rangliste.
Bei den Profis konnte sich der Grieche bislang kaum durchsetzen. Er spielte bislang fast ausschließlich auf der drittklassigen ITF Future Tour und schaffte auf dieser mit einem Viertelfinale sein bestes Abschneiden im Einzel; im Doppel konnte er zwei Titel an der Seite von Petros Tsitsipas gewinnen und mit Platz 722 in der Tennisweltrangliste auch eine bessere Platzierung erzielen (1074 im Einzel). 2020 und 2021 wurde Thanos jeweils griechischer Tennismeister.
Im Januar 2022 kam Thanos durch einen Einsatz im ATP Cup zu seinem ersten Match auf der ATP Tour, wo er Hubert Hurkacz in zwei Sätzen unterlag. Zwei Monate später gab er zudem seine Premiere für die griechische Davis-Cup-Mannschaft, für die er in der Begegnung gegen Jamaika den Verbleib in der Weltgruppe durch einen Sieg sicherte.